# STC Hirschberg
STC Hirschberg – niemiecki klub piłkarski z siedzibą w mieście Hirschberg im Riesengebirge (obecnie Jelenia Góra w Polsce), działający w latach 1919–1945.

## Historia
Klub Hirschberger SV 1919 został założony w 1919 roku i należał do Południowo-Niemieckiego Związku Piłki Nożnej. Zespół po raz pierwszy zdobył tytuł mistrza okręgu Bergland w sezonie 1925/26 i tym samym zakwalifikował się do finałowej rundy Mistrzostw Niemiec Południowo-Wschodnich. Po fuzji z STC Hirschberg (powstał w 1925) połączony klub przyjął nazwę STC 1919 Hirschberg. Klub sportowy stał się znany w całym kraju w sezonie 1943/44, kiedy jego drużyna piłkarska dotarła do 1/8 finału mistrzostw Niemiec.
Wcześniej STC nigdy nie osiągnęło poziomu Gauligi Śląskiej, jednej z najwyższych niemieckich klas piłkarskich. W latach trzydziestych STC grał w dzielnicy piłkarskiej Bergland. Dopiero gdy w 1943 roku w wyniku wojny Gauliga Schlesien została podzielona na Gauliga Oberschlesien i Gauliga Niederschlesien, a ta ostatnia na cztery grupy, w sezonie piłkarskim 1943/44 klub został zakwalifikowany do okręgu Görlitz Gauligi Niederschlesien. W tej grupie, składającej się wyłącznie z nowicjuszy w Gaulidze, drużyna STC została zwycięzcą grupy i ostatecznie zdobyła mistrzostwo Gauligi, pokonując SpVgg 02 Breslau i DSV Schweidnitz. W ten sposób klub zakwalifikował się do ostatniej finałowej rundy mistrzostw Niemiec. W pierwszej rundzie zespół zwyciężył 7:0 z SDW Posen, a w kolejnej 1/8 finału meczu z Vienną Wiedeń odpadł z mistrzostw, przegrywając z wynikiem 0:5.
Po zakończeniu II wojny światowej miasto Hirschberg stało się polskie, a klub przestał istnieć w 1945.

## Sukcesy
- 1/8 finału mistrzostw Niemiec: 1944
- mistrz Gauliga Niederschlesien: 1944
- mistrz okręgu Bergland: 1926

## Znani piłkarze
- Kurt Helbig
- Fritz Machate